# DART (satélite)

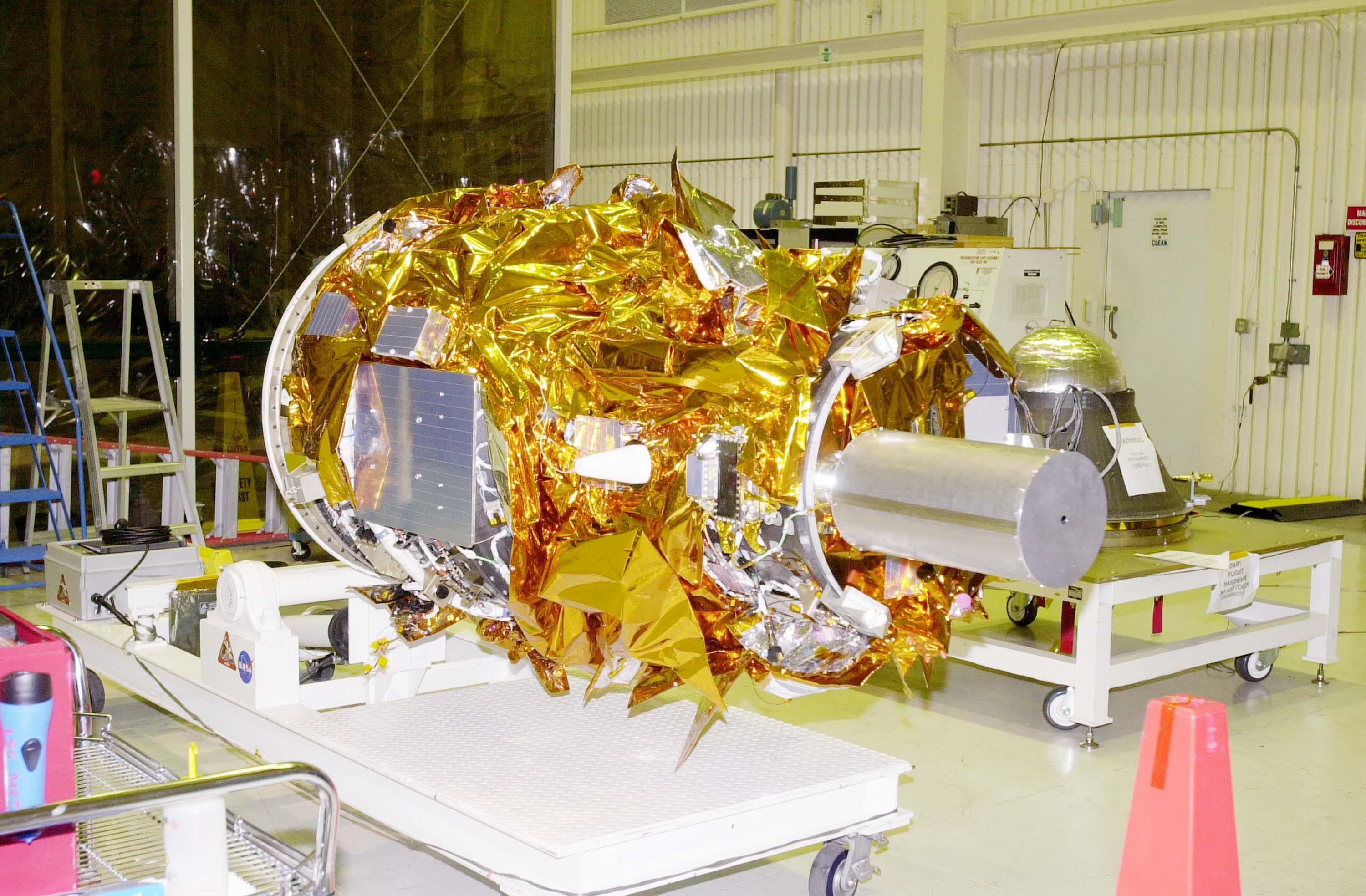
Preparação do DART antes do lançamento.

DART (acrônimo de Demonstration for Autonomous Rendezvous Technology) é um satélite artificial da NASA lançado no dia 15 de abril de 2005 a partir da Base da Força Aérea de Vandenberg por um foguete Pegasus XL lançado de um avião Lockheed L-1011 TriStar.

## Características

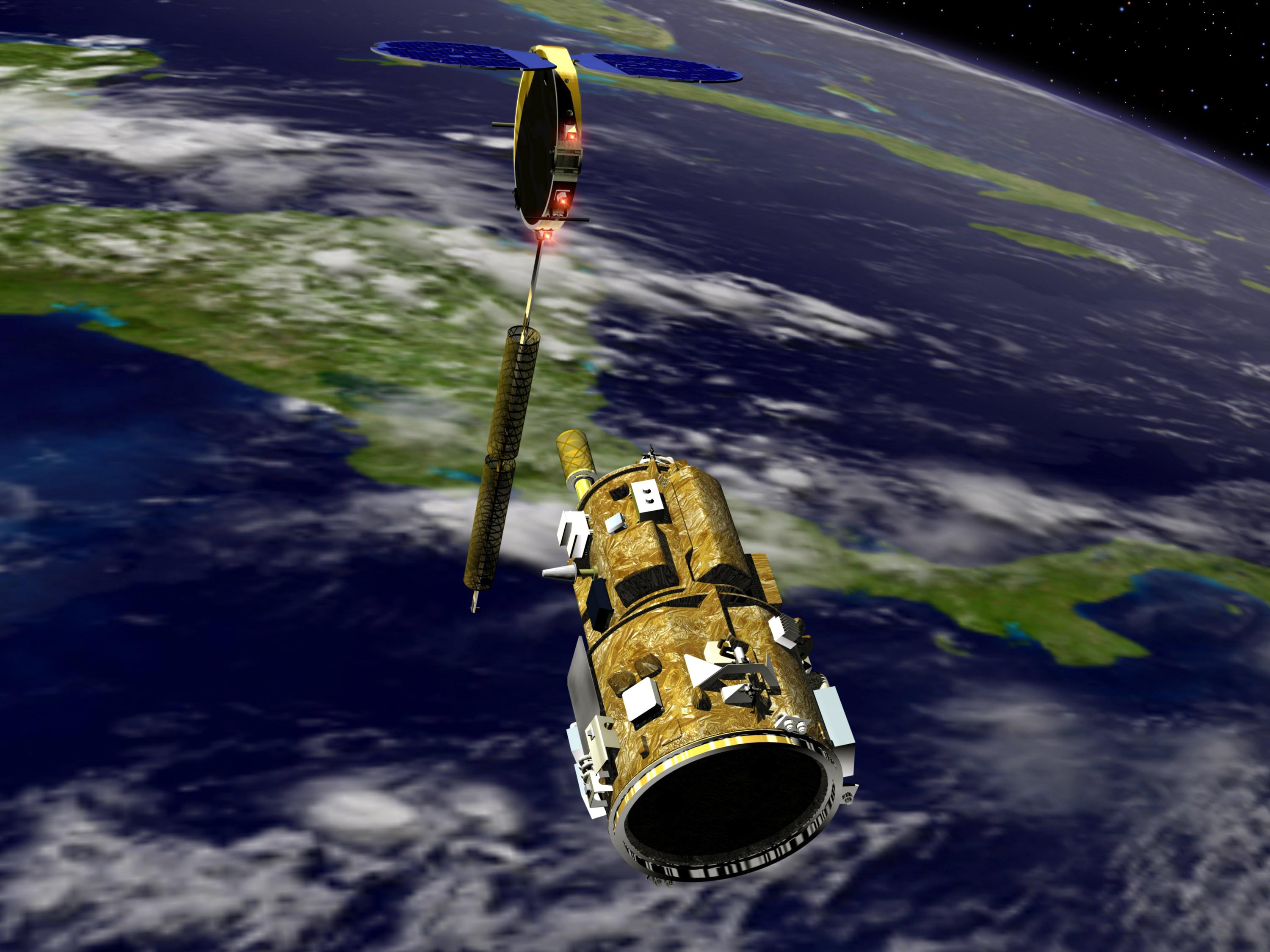
DART (parte inferior) se aproximando do satélite MUBLCOM (topo)

O DART foi um demostrador tecnológico desenvolvido para ensaiar e experimentar técnicas automáticas de marcação espacial e manobrar em torno de outro satélite, a fim de desenvolver métodos que permitam o uso futuro de naves reutilizáveis através do reaprovisionamento automático de propelente, o transporte autônomo de carga e outras possibilidades. Neste caso, o satélite objetivo foi o MUBLCOM.
A missão foi considerada fracassada devido a um problema com o DART quando estava a 91 metros do MUBLCOM, provocando a colisão entre os dois satélites, sem que nenhum deles tivesse sofrido danos aparentes.